# Rêves (Maupassant)
Pour les articles homonymes, voir Rêves.
Rêves est une nouvelle de Guy de Maupassant, parue en 1882.

## Historique
Rêves est initialement publiée dans la revue Le Gaulois du 8 juin 1882, puis dans le recueil posthume Le Père Milon en 1899.  

## Résumé
Après un dîner, cinq vieux amis discutent. Les trois célibataires du groupe se plaignent du vide de leur existence et de mauvais sommeil. L’un d’eux voudrait pouvoir rêver éveillé. Le médecin lui propose non pas du hachisch ou de l’opium, mais de l’éther.
Il en a testé les effets sur lui lorsqu’il souffrait de névralgies insupportables et, maintenant, il en use et abuse. Il ressent quand il en respire, une sensation de vide et d’acuité.
Les quatre hommes sont conquis. Ils veulent tous une ordonnance. Le médecin refuse : «Allez vous faire empoisonner par d’autres.»

## Extraits
- « Je paierai bien cher un moyen de passer, chaque jour, seulement deux heures agréables. »
- « L’homme qui découvrirait un vice nouveau et l’offrirait à ses semblables, dut-il abréger de moitié leur vie, rendrait un plus grand service à l’humanité que celui qui trouverait le moyen de leur assurer l’éternelle santé. »
- « Ce n’était pas du rêve comme avec le haschich, ce n’était pas les visions un peu maladives de l’opium, c’était une acuité prodigieuse de raisonnement. »

## Édition française
- Rêves, dans Maupassant, Contes et Nouvelles, texte établi et annoté par Louis Forestier, Bibliothèque de la Pléiade, éditions Gallimard, 1974  (ISBN 978 2 07 010805 3).